# Imre Steindl

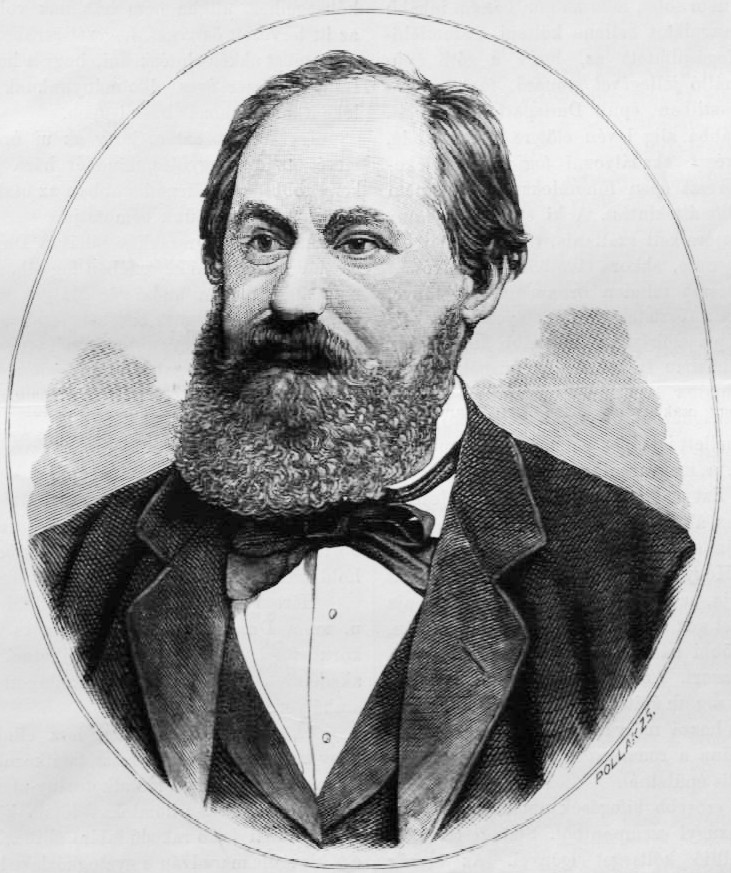
Imre Steindl im Porträt von Sigmund Pollák (1838–1888), 1884

Imre Steindl (auch Emerich Steindl oder Emmerich Steindl) (* 29. Oktober 1839 in Pest, Kaisertum Österreich; † 31. August 1902 in Budapest, Österreich-Ungarn) war ein ungarischer Architekt und Hochschullehrer.

## Leben
Steindl studierte an der Technischen Universität Budapest und der Akademie der bildenden Künste Wien (Architekturschule Friedrich Schmidt).
1870 erhielt das k. Josefs-Polytechnikum in Ofen (durch Systemisierung) Universitätsstatus, und Steindl, der an der Anstalt bereits supplierender Lehrer gewesen war, wurde zum Leiter der Zweiten Lehrkanzel für Architektur berufen. 1871 erfolgte die Ernennung zum Mitglied des ungarischen Landesraths für bildende Künste. Nach dem Tod des Architekten Franz Schulz (Ferenc Schulcz, 1838–1870) leitete Steindl bis 1874 die Arbeiten zur Restaurierung der Burg Hunedoara im heutigen Rumänien, wo er am 16. Oktober 1874 Erzherzog Joseph (1833–1905) den Baufortschritt zeigen konnte. 1879 übernahm er gemeinsam mit dem Architekten Alois Hausmann die Planung des neuen Politechnikums (dessen Hauptgebäude von Hausmann 1909 fertiggestellt wurde).
Neben der Mitgliedschaft in der Ungarischen Akademie der Wissenschaften ab dem Jahr 1899 war er auch Mitglied des Royal Institute of British Architects. Steindl wurde auf dem Kerepesi temető in Budapest beerdigt.
Steindl hinterließ ein Erbe von drei Millionen Kronen. 1907 wurde über das Vermögen seiner Tochter und deren Ehemann, des ehemaligen Obergespans des Komitats Hont Béla Horváth (1859–1940), der Konkurs eröffnet. 1916 wurden Hausanteile (auf zwei Liegenschaften in Pest) von Steindls Witwe Euphonie (geb. Mirosavlyević) auf deren minderjährige Enkel Margit und Emerich Horváth umgeschrieben.

## Werke (Auswahl)

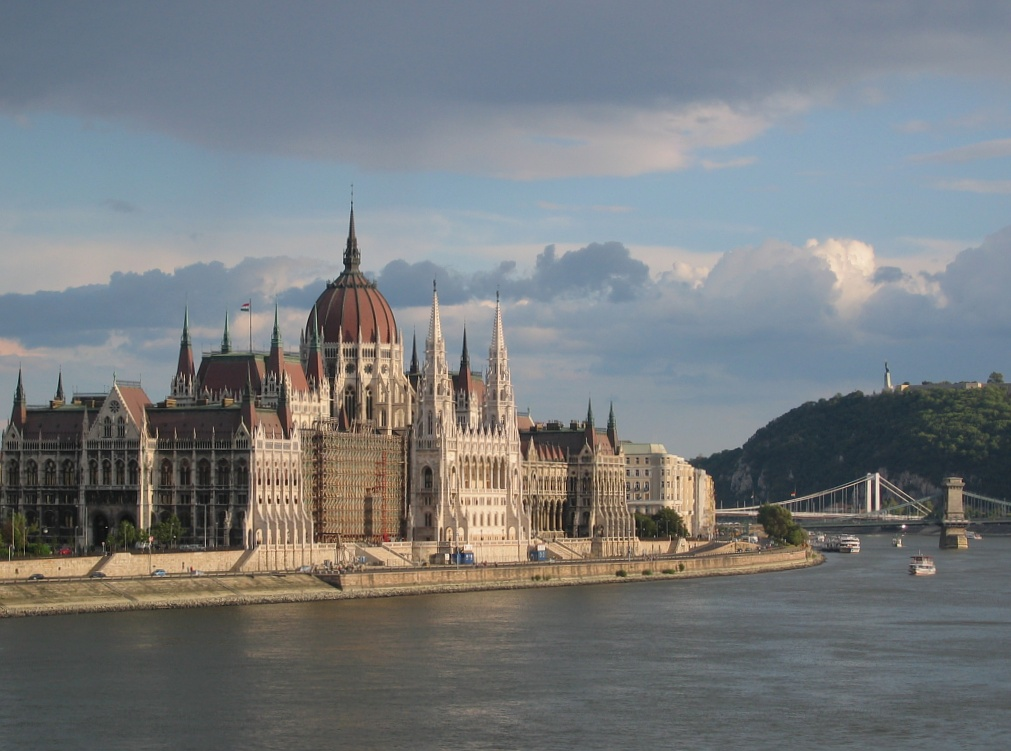
Parlamentsgebäude in Budapest

- 1877–1896: (Über Empfehlung von Friedrich Schmidt) Restaurierung des Kaschauer Domes[7] (heute Slowakei)
- 1879–1898: Restaurierung des Bartfelder Domes (römisch-katholische Basilika St. Aegidius)[8] (heute Slowakei)
- 1880–1882: k. ungarisches Thierarznei-Institut, Budapest[9]
- 1889: Restaurierung des Sanktuariums der Innerstädtischen Pfarrkirche, Budapest
- 1885–1904: Parlamentsgebäude in Budapest
- 1882–1899: Rekonstruktion der gotischen Kirche, neue Inneneinrichtung: Mariä-Himmelfahrt-Kirche in Mariasdorf (heute Österreich)
- 1893–1900: Pfarrkirche St. Elisabeth im VII. Bezirk (Erzsébetváros) in Budapest[10]

## Auszeichnungen
- 1864 Anerkennungszeugnis beim Gundel-Preis der Akademie der bildenden Künste Wien (Kategorie: Entwürfe von Privatgebäuden; zusammen mit Oskar Laske und Franz Segenschmid, 1839–1888)[11]
- 1865 Füger’sche Medaille der Akademie der bildenden Künste Wien (Kategorie: Bester Entwurf eines Gebäudes im edleren Style von eigener Erfindung)[12]
- Ehrenzeichen  Pro Litteris et Artibus[2]
- Franz-Joseph-Orden[2]
- 1900 Goldene Medaille, Gruppe II, Klasse 10: Architektur, Pariser Weltausstellung (zweiter Ungar in selber Klasse: Ignaz Alpár)[13]
- 2019: Benennung eines Asteroiden nach ihm: (150081) Steindl.